# اورلیکن ۳۵ م‌م
اورلیکن ۳۵ م‌م (به آلمانی: Oerlikon 35 mm)، که در ایران سماوات نامیده می‌شود، توپ ضدهوایی دو لول ۳۵ میلی‌متری ساخت شرکت سوئیسی اورلیکن است. این سامانه پدافندی ابتدا با نام 2 ZLA/353 ML شناخته می‌شد؛ اما بعد از تغییر نام، با نام GDF-001 شناخته می‌شود. این توپ در اواخر دهه ۱۹۵۰ طراحی شده و در حدود ۳۰ کشور در سراسر جهان استفاده می‌شود.
طراحی و ساخت توپ توسط سوئیس میباشد .سیستم برقی آن توسط زیمنس آلمان طراحی و ساخته شده و مکانیکی آن توسط کشور ایتالیا ساخته شده است.
اورلیکن برای تشخیص هدف و تنظیم جهت از سیستم کنترل آتش و رادارهای سوپر فلدرموس و اسکای‌گارد استفاده می‌کند و معمولاً دو توپ به یک رادار متصل می‌شوند. اورلیکن یک سیستم کششی است و برای جابجایی بر روی کامیون سوار می‌شود اما مدل‌های خودکششی آن نیز در آلمان غربی با نام ژپارد با استفاده از شاسی تانک لئوپارد ۱ و در ژاپن با نام «توپ ضدهوایی خودکششی تایپ ۸۷» با شاسی تانک ژاپنی تایپ ۷۴ ساخته شده‌اند. شرکت بریتانیایی مارکونی هم یک مدل خودکششی از این سیستم را با رادارهای سری ۴۰۰ مارکونی طراحی کرده که با نام «سامانه ضدهوایی مارکسمن» شناخته می‌شود و بر روی شاسی تانک‌های مختلف قابل نصب است. فنلاند و لهستان این مدل را خریداری کرده و بر روی تانک‌های تی-۵۵ خود نصب کرده‌اند.
برد مؤثر اورلیکن ۶۸۰۰ متر است و گلوله‌های آن تا ارتفاع ۴ هزار متری بالا می‌روند. فشنگ‌های این توپ ضد هوایی حدود ۱۶۰۰ گرم و گلوله‌های آن حدود ۵۵۰ گرم وزن دارند و با سرعت قابل توجه ۱۱۷۵ متر بر ثانیه از زبانه لوله‌های ۳.۱۵ متری این توپ خارج می‌شوند. سرعتی که از اغلب توپ‌های ضدهوایی مشابه بالاتر است. نواخت تیر تئوریک این سیستم ۵۵۰ گلوله در دقیقه (برای هر سلاح) است.
اورلیکن به کشورهای مختلفی از جمله اتریش، عربستان، کویت، بحرین، امارات، آرژانتین، نیجریه، مصر، برزیل، اکوادور، شیلی، قبرس، یونان، اسپانیا، رومانی، ترکیه، تایوان، اندونزی، سنگاپور، مالزی، پاکستان و آفریقای جنوبی صادر شده و لیسانس تولید آن نیز به چین فروخته شده و چینی‌ها آن را نام تایپ ۹۰ تولید کرده‌اند. ایران نیز از کاربران این سیستم است که صد دستگاه از آن را در سال‌ ۱۳۵۳ خریداری کرد. اورلیکن در جنگ ایران و عراق نمایشی بهتر از حد انتظار داشت و پس از آن ایران اقدام به نوسازی این سیستم و تولید داخلی آن با نام سماوات کرده‌است.پروژه سماوات از ساخت و تولید توپ 35 میلیمتری در سازمان هوافضای وزرات دفاع ایران و لینک دو تا چهار توپ به یک سیستم راداری بومی پردازش تصویری تشکیل گردید که در رزمایش های مختلف بسیار کارآمد ظاهر شد و با تعداد بالا در خط تولید قرار گرفته است.